# Rue Régis
Rue Régis är en gata i Quartier Notre-Dame-des-Champs i Paris sjätte arrondissement. Gatan är uppkallad efter den helige Jean-François Régis (1597–1640), fransk jesuit och predikant, kanoniserad år 1737. Rue Régis börjar vid Rue de l'Abbé-Grégoire 24 och slutar vid Rue de Bérite 3.

## Omgivningar
- Notre-Dame-des-Champs
- Chapelle Saint-Vincent-de-Paul
- Missions étrangères de Paris med Chapelle de l'Épiphanie
- Jardin Catherine-Labouré
- Impasse de Valmy
- Cité Vaneau
- Rue du Bac
- Impasse Oudinot
- Cité de Varenne
- Rue d'Olivet
- Rue de Bérite
- Rue Blaise-Desgoffe
- Rue Jean-Ferrandi

## Bilder
| - Helige Jean-François Régis. - Gatuskylt. - Notre-Dame-des-Champs. - Chapelle Saint-Vincent-de-Paul. |

## Kommunikationer
- Tunnelbana – linje  – Saint-Placide
- Busshållplats Rennes – Raspail – Paris bussnät

### Webbkällor
- ”Rue Régis”. Mairie de Paris. https://web.archive.org/web/20201105083018/http://www.v2asp.paris.fr/commun/v2asp/v2/nomenclature_voies/Voieactu/8090.nom.htm. Läst 12 november 2023.
- ”Rue Régis (6ème arrondissement)”. Les rues de Paris. https://web.archive.org/web/20160409071755/http://www.parisrues.com/rues06/paris-06-rue-regis.html. Läst 12 november 2023.